# لوك بروكتر
لوك بروكتر (24 يونيو 1988 في المملكة المتحدة - ) (بالإنجليزية: Luke Procter)‏ هو لاعب كريكت بريطاني. لعب مع نادي مقاطعة لانكشر للكريكت ‏ ونادي مقاطعة نورثامبتونشير للكريكت ‏.

## وصلات خارجية
- لوك بروكتر على موقع إي آس بي آن كريك إنفو (الإنجليزية)